# Ralf Schottke
Ralf Schottke (* 20. Juni 1955 in Lingen, Emsland) ist ein deutscher Bauingenieur und Hochschullehrer.

## Leben
Ralf Schottke studierte Bauingenieurswesen an der Universität Hannover, seine Promotion erfolgte dort 1992. Von 1993 bis 2007 lehrte Schottke an der FH Neubrandenburg und der FH Hannover, von 2007 bis 2011 an der Leuphana Universität Lüneburg. 2010 übernahm er dort eine Professur für Baubetriebswirtschaft und Baurecht. Er ist zudem Leiter des berufsbegleitenden Studiengangs Master Baurecht und Baumanagement.
Schottke betreibt Forschung an der Schnittstelle zwischen Bautechnik, Baubetriebswirtschaft und zivilem Baurecht. Sein Spezialgebiet ist Nachtragsmanagement und alternative Streitbeilegung im Baubereich.
Seit 1993 ist er zudem als Parteiengutachter, Schiedsrichter, Schiedsgutachter, g.b. Sachverständiger, Schlichter und Vertragsbeiratsvorsitzender tätig. Auch ist er Leiter und Organisator des Deutschen Baubetriebs- und Baurechtstages.
Seit 2010 hat sich in Ergänzung zu dem beruflichen Schwerpunkt ein weiteres Interessengebiet entwickelt, das seinen Ursprung in dem Wiederfinden des christlichen Glaubens hat. Hieraus ist ein Seminar entstanden, das eine erweiterte Denkweise zu eher mechanistischen Denkweisen zum Inhalt hat. Das Seminar Spiritualität und Wissenschaft wird seit 2 Jahren im Komplementärstudium der Leuphana Universität Lüneburg angeboten.

## Forschung
- Entwicklung von Tunnelbauausschreibungen nach der NÖT in Österreich (Dissertation 1993)bis Dato ca. 15 Milliarden Umsatz
- Entwicklung eines Nachtragskalkulationssystems für die Deutsche Bahn AG (Seit 2005)ca. 16 Milliarden Umsatz, Einheitliche Auftrags- und Nachtragskalkulation (ANKE)www.deutschebahn.com/file/2227928/.../einkauf__leitlinien__anke.pdf
- Systematik zu dem Nachweis gestörter Bauabläufe (Gegenwart)

## Schriften
- Vergütungsanspruch und Nachtragskalkulation gemäß §§ 1 und 2 VOB/B. SEMINA Verlag GmbH, Neustadt 2009, ISBN 978-3-935158-10-7.
- Mit Strehlke: Ausschreibungs-, Vergabe-, Angebots- und Auftragsunterlagen - Anlagen-band 1. SEMINA Verlag GmbH, Neustadt 2009, ISBN 978-3-935158-11-4.
- Mit Strehlke: Nachtragsbeispiele, Mengenermittlung und Gemeinkostenbilanz - Anlagen-band 2. SEMINA Verlag GmbH, Neustadt 2009, ISBN 978-3-935158-12-1.
- Mit Wirth und Fischer: Kommentar zur VOB/C DIN 18312 Untertagebau, in: Englert/Katzenbach/Motzke (Hrsg.): Beck’scher VOB-Kommentar, 2. Aufl., Verlag C. H. Beck, München 2008, ISBN 978-3-406-42566-0.